# Лавланд (Колорадо)
Лавланд (енгл. Loveland) град је у америчкој савезној држави Колорадо.

## Демографија
По попису из 2010. године број становника је 66.859, што је 16.251 (32,1%) становника више него 2000. године.
| Група             | 2000.          | 2010.          |
| Белци             | 44.853 (88,6%) | 56.727 (84,8%) |
| Афроамериканци    | 188 (0,4%)     | 375 (0,6%)     |
| Азијати           | 419 (0,8%)     | 669 (1,0%)     |
| Хиспаноамериканци | 4.337 (8,6%)   | 7.816 (11,7%)  |
| Укупно            | 50.608         | 66.859         |